# 烈士陵園駅 (広州市)
烈士陵園駅（れっしりょうえんえき）は、中華人民共和国広東省広州市にある広州地下鉄1号線の駅。

## 駅構造
| 地下1階 | コンコース                 | 改札口、自動券売機、サービスセンター、駅商店、駅警備室、セキュリティ |  |
| 地下2階 | 2番線                      | 1号線 農講所へ（西塱方面）                                           |  |
|         | 島式ホーム、左側の扉が開く |                                                                      |  |
|         | 1番線                      | 1号線 東山口へ（広州東駅方面）                                       |  |

## 駅周辺
- 広州起義烈士陵園
- 中山大学の北キャンパス (元中山医科大学)

## 歴史
- 1999年6月：1号線の駅として開業[1]。

## 隣の駅
広州地下鉄
■ 1号線
農講所駅 110 - 烈士陵園駅 111 - 東山口駅 112